# Campeonato da Europa de Atletismo de 2018 - Lançamento de dardo feminino
A prova do lançamento de dardo feminino do Campeonato da Europa de Atletismo de 2018 foi disputada entre os dias  9 e 10 de agosto de 2018 no Estádio Olímpico de Berlim em Berlim,  na Alemanha. 

## Recordes
Antes desta competição, os recordes mundiais e do campeonato nesta prova eram os seguintes:
|                       | Nome              | Nacionalidade | Distância | Local     | Data                   |
| --------------------- | ----------------- | ------------- | --------- | --------- | ---------------------- |
| Recorde mundial       | Barbora Špotáková | Chéquia       | 72m 28cm  | Estugarda | 13 de setembro de 2008 |
| Recorde do campeonato | Mirela Manjani    | Grécia        | 67m 47cm  | Munique   | 8 de agosto de 2002    |
| Recorde europeu       | Barbora Špotáková | Chéquia       | 72m 28cm  | Estugarda | 13 de setembro de 2008 |

Os seguintes recordes foram estabelecidos durante esta competição: 
| Data         | Evento | Atleta           | Nacionalidade | Distância | Notas                 |
| ------------ | ------ | ---------------- | ------------- | --------- | --------------------- |
| 10 de agosto | Final  | Christin Hussong | Alemanha      | 67m 90cm  | Recorde do campeonato |

## Medalhistas
| Ouro                   | Prata                    | Bronze                  |
| Christin Hussong (GER) | Nikola Ogrodníková (CZE) | Liveta Jasiūnaitė (LTU) |

## Cronograma
Todos os horários são locais (UTC+2).
| Data         | Hora  | Evento       |
| ------------ | ----- | ------------ |
| 9 de agosto  | 12:30 | Qualificação |
| 10 de agosto | 20:25 | Final        |

## Resultados

### Qualificação
Qualificação: Desempenho de 60.50 m (Q) ou os 12 melhores qualificados (q). 
| Posição | Grupo | Atleta                | Nacionalidade | #1    | #2    | #3    | Resultado | Notas |
| ------- | ----- | --------------------- | ------------- | ----- | ----- | ----- | --------- | ----- |
| 1       | A     | Christin Hussong      | Alemanha      | 67.29 |       |       | 67.29     | Q,    |
| 2       | B     | Martina Ratej         | Eslovênia     | 61.69 |       |       | 61.69     | Q     |
| 3       | A     | Liveta Jasiūnaitė     | Lituânia      | 58.07 | 61.61 |       | 61.61     | Q, =  |
| 4       | A     | Nikola Ogrodníková    | Chéquia       | 59.04 | 61.27 |       | 61.27     | Q     |
| 5       | B     | Tatsiana Khaladovich  | Bielorrússia  | 59.08 | x     | 61.21 | 61.21     | Q     |
| 6       | A     | Madara Palameika      | Letônia       | 57.44 | x     | 60.21 | 60.21     | q     |
| 7       | A     | Marija Vučenović      | Sérvia        | 47.94 | 59.98 | 54.89 | 59.98     | q     |
| 8       | A     | Jenni Kangas          | Finlândia     | 59.96 | x     | 59.09 | 59.96     | q,    |
| 9       | B     | Sofi Flink            | Suécia        | 57.92 | 57.46 | 59.58 | 59.58     | q     |
| 10      | B     | Sigrid Borge          | Noruega       | 57.35 | x     | 59.55 | 59.55     | q     |
| 11      | B     | Irena Šedivá          | Chéquia       | x     | 59.34 | –     | 59.34     | q     |
| 12      | A     | Alexie Alaïs          | França        | 53.03 | 59.29 | 54.65 | 59.29     | q     |
| 13      | A     | Ásdís Hjálmsdóttir    | Islândia      | 58.64 | x     | 56.41 | 58.64     |       |
| 14      | B     | Lidia Parada          | Espanha       | 58.08 | x     | 55.59 | 58.08     |       |
| 15      | B     | Katharina Molitor     | Alemanha      | 55.34 | 56.85 | 58.00 | 58.00     |       |
| 16      | B     | Eda Tuğsuz            | Turquia       | 57.75 | x     | 57.77 | 57.77     |       |
| 17      | B     | Anete Kociņa          | Letônia       | 55.45 | 57.48 | 56.66 | 57.48     |       |
| 18      | A     | Arantxa Moreno        | Espanha       | 55.30 | 56.33 | 55.09 | 56.33     |       |
| 19      | A     | Līna Mūze             | Letônia       | 51.88 | 53.83 | 53.95 | 53.95     |       |
| 20      | A     | Dana Bergrath         | Alemanha      | 53.61 | x     | x     | 53.61     |       |
| 21      | A     | Hanna Hatsko-Fedusova | Ucrânia       | 50.50 | 52.86 | 53.08 | 53.08     |       |
| 22      | B     | Sofia Yfantidou       | Grécia        | 45.65 | 52.26 | x     | 52.26     |       |
| 23      | B     | Liina Laasma          | Estónia       | x     | x     | x     | NM        |       |

### Final
| Posição           | Atleta               | Nacionalidade | #1    | #2    | #3    | #4    | #5    | #6    | Resultado | Notas                 |
| ----------------- | -------------------- | ------------- | ----- | ----- | ----- | ----- | ----- | ----- | --------- | --------------------- |
| Medalha de ouro   | Christin Hussong     | Alemanha      | 67.90 | 62.53 | x     | x     | x     | 59.15 | 67.90     | Recorde do campeonato |
| Medalha de prata  | Nikola Ogrodníková   | Chéquia       | 61.85 | 59.23 | 61.05 | x     | x     | 61.81 | 61.85     |                       |
| Medalha de bronze | Liveta Jasiūnaitė    | Lituânia      | 60.51 | 58.24 | 61.00 | 61.59 | 60.38 | x     | 61.59     |                       |
| 4                 | Martina Ratej        | Eslovênia     | 60.64 | x     | 61.41 | x     | 58.62 | 59.70 | 61.41     |                       |
| 5                 | Tatsiana Khaladovich | Bielorrússia  | 60.92 | x     | x     | 60.06 | x     | 60.27 | 60.92     |                       |
| 6                 | Alexie Alaïs         | França        | 60.01 | 57.19 | 59.69 | 56.99 | 57.42 | 57.71 | 60.01     |                       |
| 7                 | Irena Šedivá         | Chéquia       | 59.76 | 53.22 | 58.42 | 58.36 | 58.75 | 58.96 | 59.76     |                       |
| 8                 | Sigrid Borge         | Noruega       | 54.88 | 59.60 | 59.40 | x     | x     | x     | 59.60     |                       |
| 9                 | Madara Palameika     | Letônia       | x     | x     | 57.98 |       |       |       | 57.98     |                       |
| 10                | Sofi Flink           | Suécia        | 55.70 | 56.68 | 56.91 |       |       |       | 56.91     |                       |
| 11                | Marija Vučenović     | Sérvia        | 50.75 | 55.23 | 51.67 |       |       |       | 55.23     |                       |
| 12                | Jenni Kangas         | Finlândia     | 53.97 | 54.18 | 54.92 |       |       |       | 54.92     |                       |

Legenda
| Recorde mundial       | Recorde mundial (World record)               |                       | Recorde africano                      | Recorde africano (African) |                                           | Q | Classificado por posição (Qualified) |
| Recorde do campeonato | Recorde do campeonato (Championship record)  | Recorde da América    | Recorde da América (Americas)         | q                          | Classificado por melhor tempo (Qualified) |   |                                      |
| Melhor marca do ano   | Melhor marca do ano (World leading)          | Recorde asiático      | Recorde asiático (Asian)              | DNS                        | Não largou (Did not start)                |   |                                      |
| Recorde nacional      | Recorde nacional (National record)           | Recorde europeu       | Recorde europeu (European)            | DNF                        | Não terminou (Did not finish)             |   |                                      |
| Recorde pessoal       | Recorde pessoal do atleta (Personal best)    | Recorde da Oceania    | Recorde da Oceania (Oceania)          | DSQ / DQ                   | Desclassificado (Disqualified)            |   |                                      |
| Recorde da temporada  | Recorde da temporada do atleta (Season best) | Recorde sul-americano | Recorde sul-americano (South America) | NM                         | Sem marca (No mark)                       |   |                                      |